# Tonbogiri

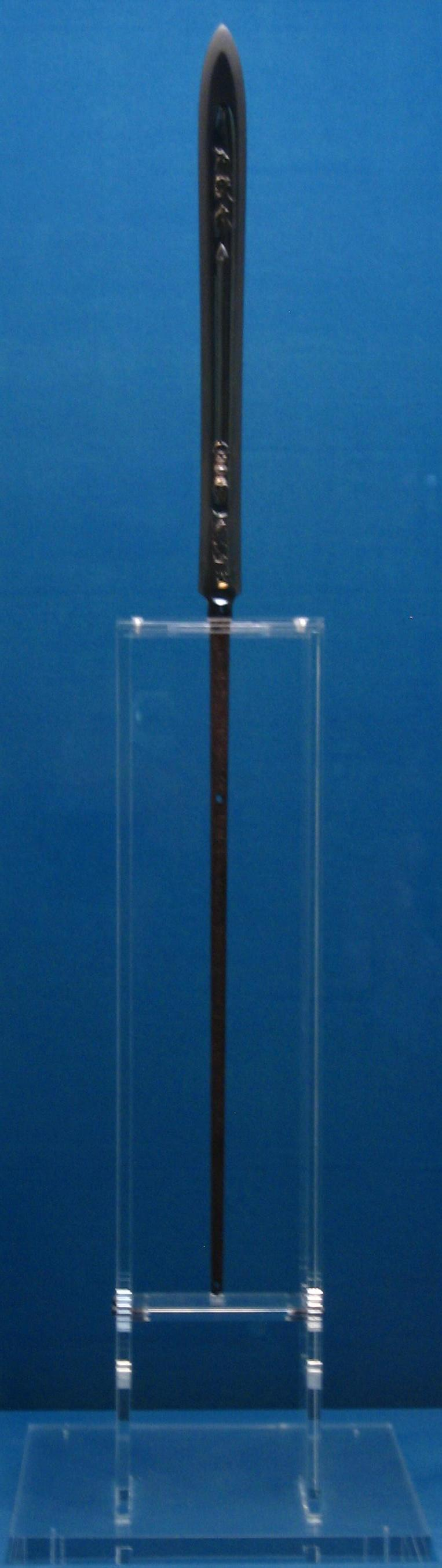
Una replica della lancia Tonbogiri realizzata nel 1847.

Il Tonbogiri (蜻蛉切?) è una delle tre armi leggendarie giapponesi forgiate dal fabbro Masazane Fujiwara, celebre per essere stata maneggiata dal daimyō Honda Tadakatsu.
Il nome della lancia ha origine dal mito della libellula che atterrò sulla sua lama e fu all'istante tagliata in due. Di conseguenza, unendo "Tonbo" (Giapponese per "libellula") e "giri" (Giapponese per "tagliamento"), si traduce il nome dell'arma come "Lancia Tagliente\Taglia Libellule".